# Diospyros chunii
Diospyros chunii là một loài thực vật có hoa trong họ Thị. Loài này được Metcalf & L.Chen mô tả khoa học đầu tiên năm 1935.